# Glanshammars och Edsbergs kontrakt
Glanshammars och Edsbergs kontrakt var ett kontrakt inom Svenska kyrkan i Strängnäs stift. Kontraktet upphörde 1 januari 2018 och församlingarna överfördes till Norra Närkes kontrakt och Södra Närkes kontrakt. 
Kontraktskod är 0410

## Administrativ historik
Kontraktet bildades den 1 januari 2000 av
hela Glanshammars kontrakt med
- Axbergs församling
- Hovsta församling som 2002 uppgick i Axbergs församling
- Kils församling som 2002 uppgick i Axbergs församling
- Ervalla församling som 1962 tillfördes från Fellingsbro kontrakt i Västerås stift
- Glanshammars församling
- Rinkaby församling som 2002 uppgick i Glanshammars församling
- Lillkyrka-Ödeby församling som bildats 1981 av Lillkyrka församling och Ödeby församling och som 2002 uppgick i Glanshammars församling
- Tysslinge församling som 1962 tillförts från Örebro kontrakt
- Vintrosa församling som 1962 tillförts från Örebro kontrakt och som 2002 uppgick i Tysslinge församling
- Gräve församling som 2002 uppgick i Tysslinge församling
- i kontraktet hade även ingått Götlunda församling som 1975 överförts till Köpings-Arboga kontrakt och Västerås stift

hela Edsbergs kontrakt med
- Edsbergs församling som  2014 överfördes till Örebro kontrakt
- Hackvads församling som 2006 uppgick i Edsbergs församling
- Kräcklinge församling som 2006 uppgick i Edsbergs församling
- Tångeråsa församling som 2006 uppgick i Edsbergs församling
- Knista församling
- Hidinge församling som 2006 uppgick i Knista församling
- Kvistbro församling som 2006 uppgick i Knista församling
- Ramundeboda församling
- Skagershults församling
- Viby församling
- i kontraktet hade även ingått Hardemo församling som 1962 överförts till Kumla kontrakt

2014 tillfördes från Vadsbo kontrakt och Skara stift
- Finnerödja-Tiveds församling